# District de Donghe
Le district de Donghe (东河区 ; pinyin : Dōnghé Qū) est une subdivision administrative au nord de la région autonome de Mongolie-Intérieure en Chine. Il est placé sous la juridiction de la ville-préfecture de Baotou.